# رالف جيمس سكوت
رالف جيمس سكوت (بالإنجليزية: Ralph James Scott)‏ هو محامي وسياسي أمريكي، ولد في 15 أكتوبر 1905 في مقاطعة سوري في الولايات المتحدة، وتوفي في 5 أغسطس 1983 في دانبوري في الولايات المتحدة. حزبياً، نشط في الحزب الديمقراطي. وقد انتخب عضو مجلس نواب كارولينا الشمالية وانتخب عضو مجلس النواب الأمريكي.